# Arthur Bell

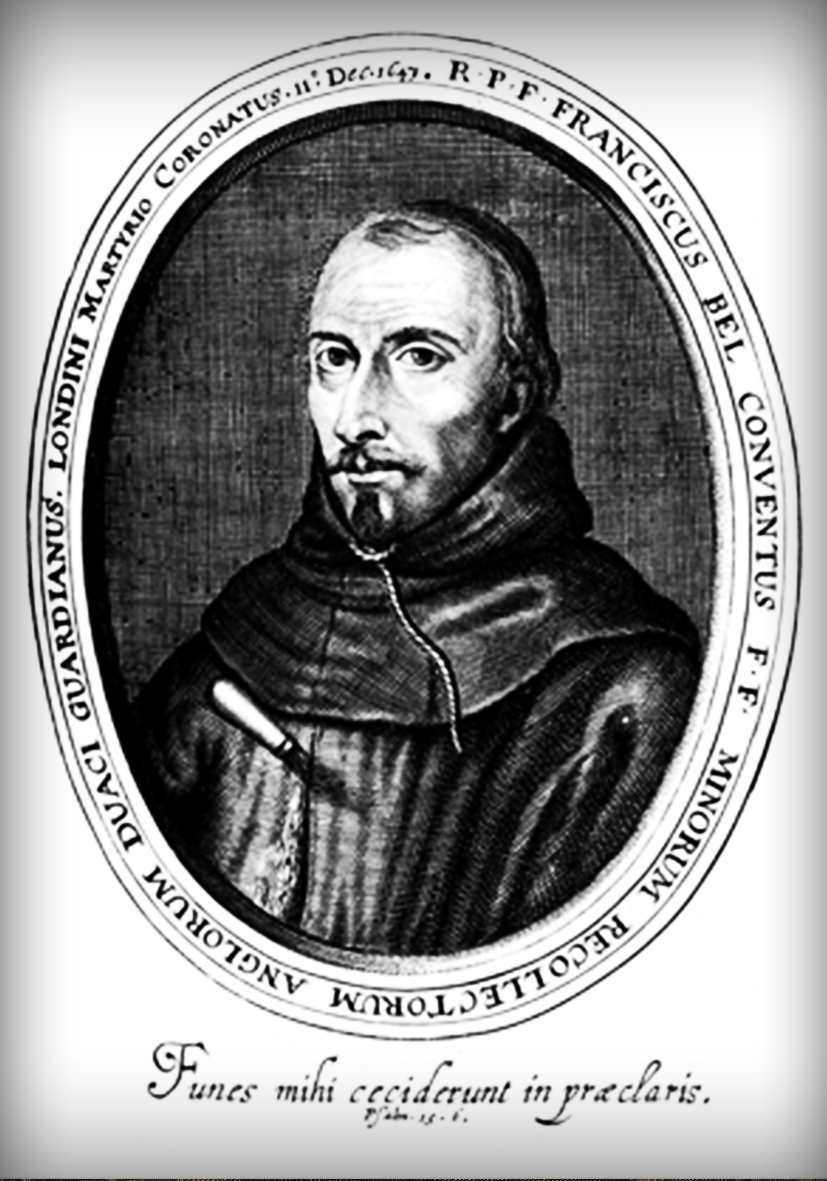
Arthur Bell

Arthur Bell (nabij Worcester, 13 januari 1590 - Londen, 11 december 1643) was een Engels priester, franciscaner en martelaar. 
Toen Arthur amper 8 jaar oud was, stierf zijn vader. Zijn moeder gaf haar zoon aan Francis Daniel, haar broer, die hem op 24-jarige leeftijd naar het Engelse St.-Omer College stuurde. Nadien reisde hij naar Spanje, waar hij zijn studies verderzette en ook afrondde. Hij trad in bij de franciscanen op 8 augustus 1618. Hij werd in London gemarteld en nadien onthoofd en gevierendeeld.
Bell werd zalig verklaard op 22 november 1987. Zijn feestdag is 11 december.